# Альберт Філярський

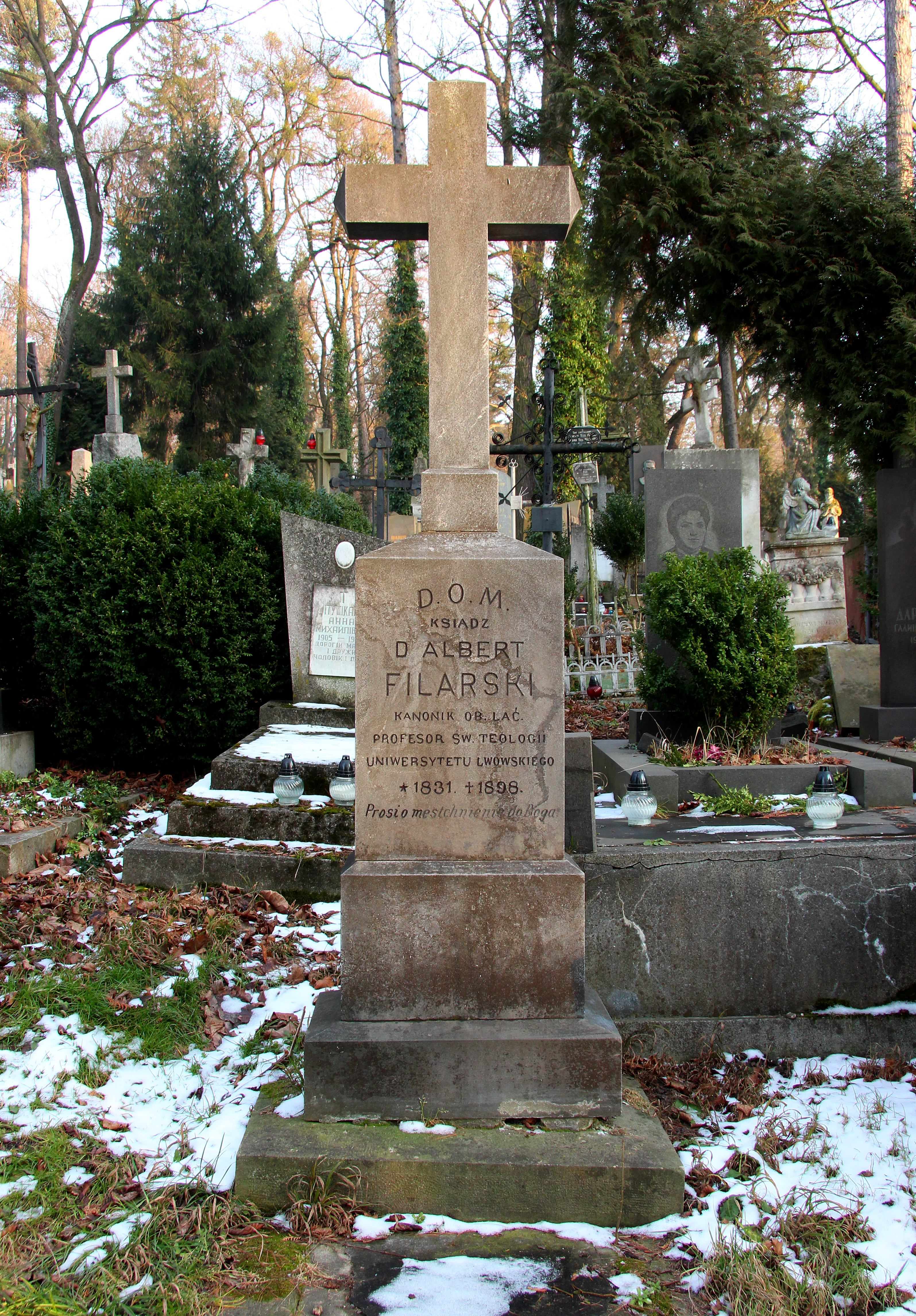

Альберт Філярський (пол. Albert Filarski, також Войцех Філярський — пол. Wojciech Filarski; 1831, Перемишляни — 26 липня 1898, Львів) — римо-католицький священник польського походження, богослов, професор і ректор Львівського університету (1873—1874).

## Життєпис
Вивчав філософію і богослов'я у Львівському університеті, де здобув ступінь доктора богослов'я. Був також студентом Віденського Авґустинеуму. Повернувшись до Львова, став віцеректором Львівської духовної семінарії. У 1865 році був призначений заступником професора морального богослов'я на богословському факультеті Львівського університету, від 1869 року був звичайним професором. Між 1870 і 1891 роками кількаразово був деканом богословського факультету, а в 1873—1874 академічному році — ректором університету. Отримав гідність почесного каноніка Львівської катедральної капітули, а від 1883 року виконував обов'язки просинодального екзаменатора. Похований на 12 полі Личаківського цвинтаря.